# Гуллберг, Эльза
Эльза Гуллберг (швед. Elsa Gullberg, урождённая Свенсоон (Svensson); 1886—1984) — шведский дизайнер интерьера и художница по текстилю.

## Биография
Родилась 14 марта 1886 года в Мальмё в семье богатого купца Йохана Свенссона и его жены Марии Олсон — оба они происходили из зажиточных крестьянских семей провинции Сконе. Эльза была старшим ребёнком семьи из пяти детей.
Когда девочка была в подростковом возрасте её отец обанкротился и вскоре умер, Эльзе было семнадцать лет. Она собиралась учиться на врача, но была вынуждена искать более быстрый и простой способ заработать на жизнь, так как семье было тяжело. Она приехала в Стокгольм, где подала заявление в техническую школу Констфак, после чего устроилась помощницей Лили Зикерман в Ассоциацию шведских ремесленников. Заработав достаточные средства, Эльза училась за границей. В 1909 году она находилась в Париже и Лондоне, в 1913 году посетила в Герман Немецкий Веркбунд и Немецкие мастерские в Хеллерау.
В Европе она познакомилась с новыми идеями создания товаров промышленного производства, качество которых можно было сравнить с товарами ручной работы. В 1917 году Гуллберг была привлечена Шведской ассоциацией ремесленников для воплощения этих идей в жизнь. Эльза Гуллберг была назначена директором агентства для привлечения шведских художников в промышленное производство. Через Эрика Веттергрена, она направила на предприятие Рёрстранд — Эдварда Халда, Вильгельма Коге — на фабрику Густавсберг, Эдвина Оллерса — на стеклозавод Коста и Артура Перси — на фарфоровый завод Гефле. На обойную фабрику Кеберг она рекомендовала Карла Мальмстена, Гуннара Асплунда и Уно Орена.
Она основала институт испытания тканей для машинного ткачества с идеей переноса «принципа рукоделия на работу машины». Результатом этой деятельности стала Домашняя выставка 1917 года в художественной галерее Liljevalchs konsthall на острове Юргорден, которая сделала Эльзу Гуллберг ведущей фигурой в художественных кругах Стокгольма.

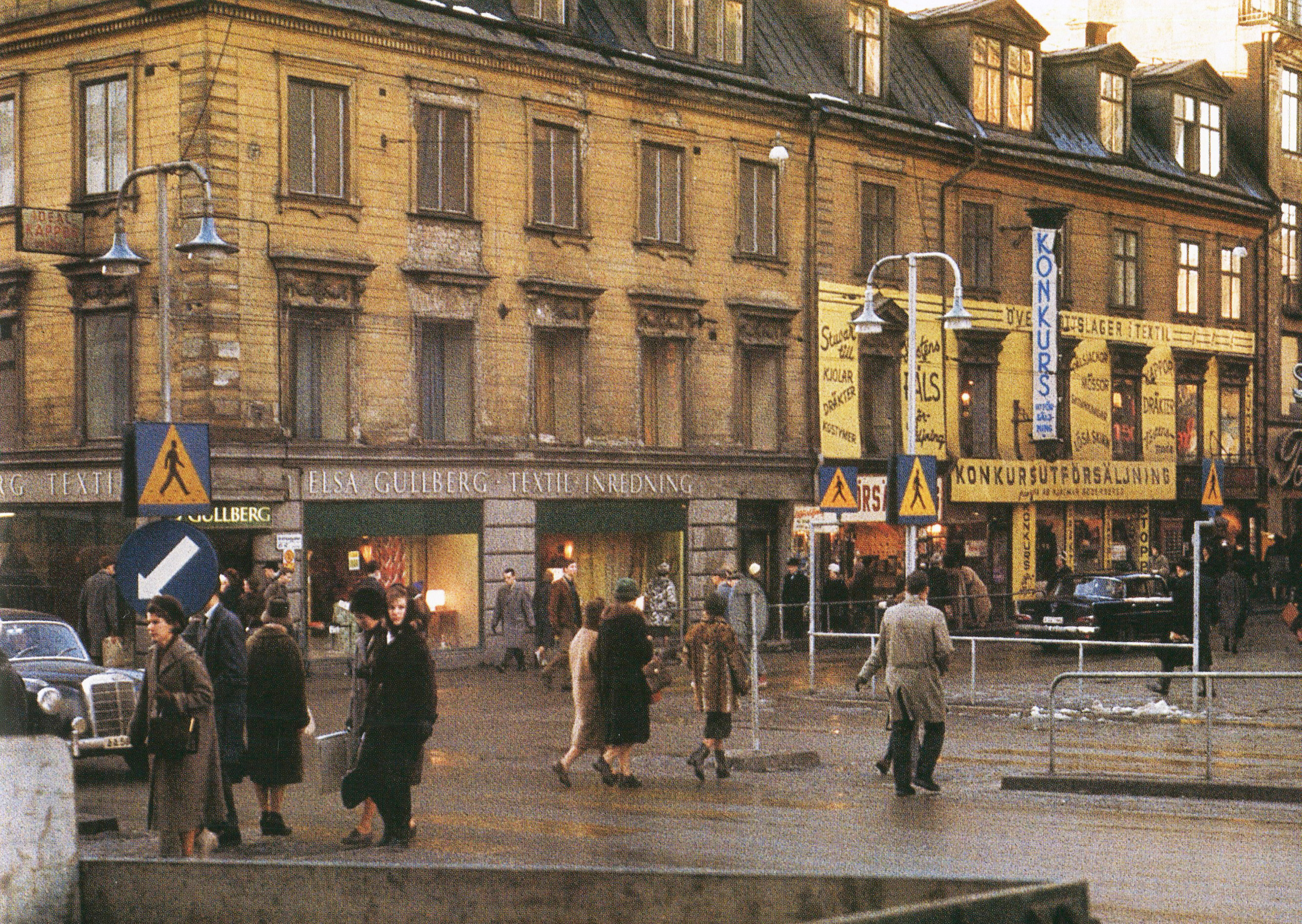
Магазин Эльзы Гуллберг на первом этаже здания

В 1927 году Гуллберг основал компанию Elsa Gullbergs Textil och Inredningar AB по дизайну современного интерьера. С 1932 года она имела собственное торговое помещение в стокгольмском торговом центре на улице Regeringsgatan. Принимала участие в Стокгольмской выставке с гобеленами Svarta Diana по проекту Нильса Дарделя и Korsfästelsen Мярты Афцелиус, которая работала у Эльзы Гуллберг с 1928 года.
Наряду с участием во многих национальных и международных выставках, Гуллберг также участвовал во многих общественных проектах, занимаячь оформлением многих помещений Стокгольма, Гётеборга и Мальмё. Её работы представлены в Национальном музее Швеции в Стокгольме и музее Röhsska в Гётеборге.
Умерла 1 марта 1984 года в Ваксхольме.